# Abacoleptus
Abacoleptus es un género de escarabajos de la familia Carabidae. Las especies de este género solo se encuentran en Nueva Caledonia. Fue descrito por Albert Fauvel en 1903.

## Especies
- Abacoleptus carinatus Fauvel, 1903
- Abacoleptus curtus Will, 2011
- Abacoleptus paradoxus Heller, 1916